# Cosroes III de Persia

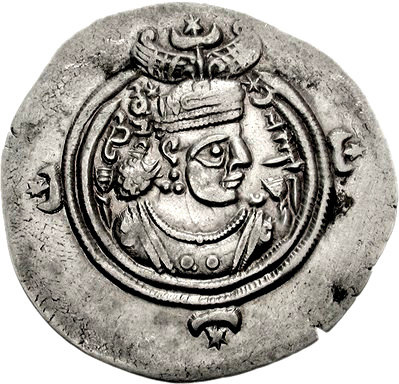
Moneda con la efigie de Cosroes III.

Cosroes III (también escrito Khosrau, Khusro o Xosrow; en persa medio: 𐭧𐭥𐭮𐭫𐭥𐭣𐭩; en persa moderno: خسرو) fue un shah rival sasánida que gobernó brevemente una parte de Jorasán durante unos meses en 630.

## Nombre
"Khosrau" es la variante persa nueva de su nombre utilizada por los eruditos; su nombre original era el persa medio, Husraw, derivado de Avestan Haosrauuah ("el que tiene buena fama"). El nombre se transcribe en griego como Cosroes y en árabe como Kisra.

## Biografía
El trasfondo de Cosroes III es oscuro; en algunas fuentes se le ha descrito como hijo de Kavad II (r. 628–628), mientras que otras afirman que era hijo de Cosroes II (r. 590–628). Esto último parece más probable según el historiador inglés C.E. Bosworth. Cosroes III originalmente vivía en la "tierra de los turcos", pero después de enterarse de la fricción en Irán, fue al país y logró gobernar parte de Jorasán durante tres meses, antes de ser asesinado por su gobernador.
En su moneda, Cosroes III aparece con la misma corona que Cosroes II, y las dos alas son una referencia a Verethragna, el dios de la victoria. Se le representa sin barba en su retrato en el anverso, lo que lo convierte junto con Ardashir III (r. 628-630) en los únicos monarcas sasánidas sin barba.